# Abenden
Abenden is een plaats in de Duitse gemeente Nideggen, deelstaat Noordrijn-Westfalen, en telt 802 inwoners (31 december 2020).
Het dorp ligt enige kilometers ten zuiden van Nideggen-stad, aan de oostoever van de Rur. 
De plaatsnaam heeft niets met avonden te maken, maar met Benden, een oud dialectwoord voor: vochtige en vruchtbare weiden.
Abenden heeft een klein station aan de spoorlijn Düren-Heimbach.
Het dorp is fraai gelegen in het Eifelgebergte en aantrekkelijk voor wandel- en fietstoeristen. Ten westen van het dorp ligt de 384 meter hoge Roßberg. In het dorp staan verscheidene schilderachtige vakwerkhuizen.

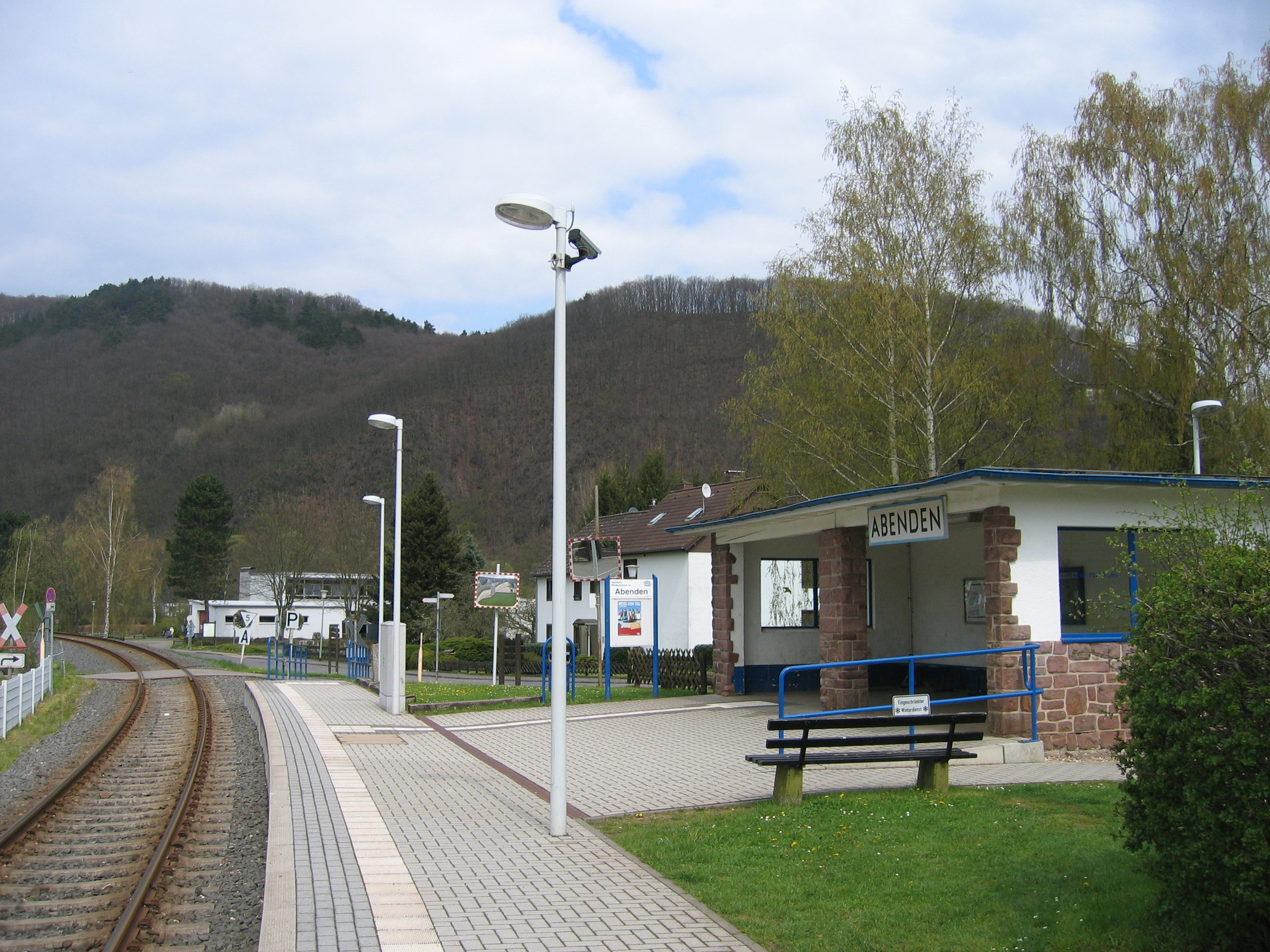
Station
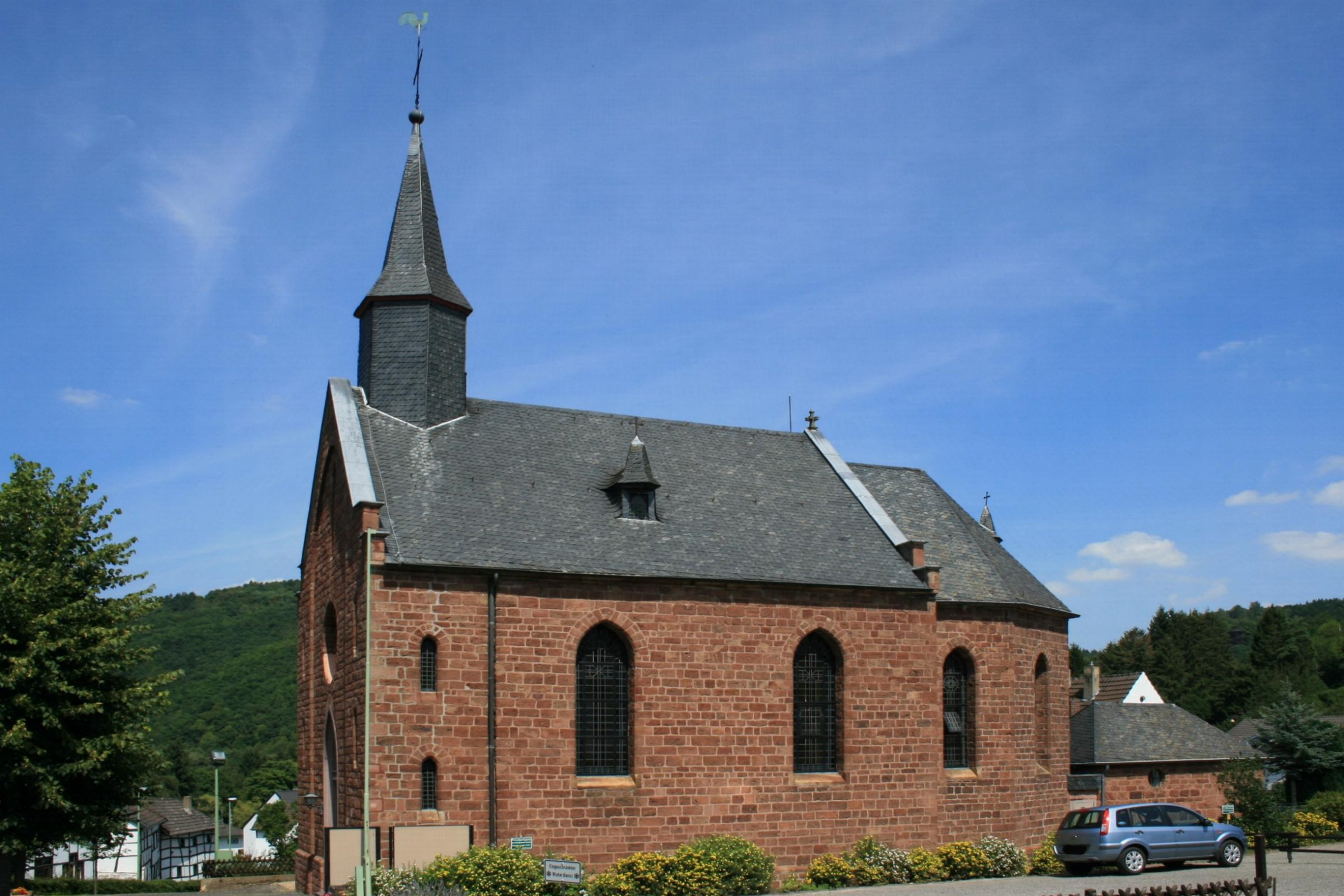
St. Maartenskapel (1864)
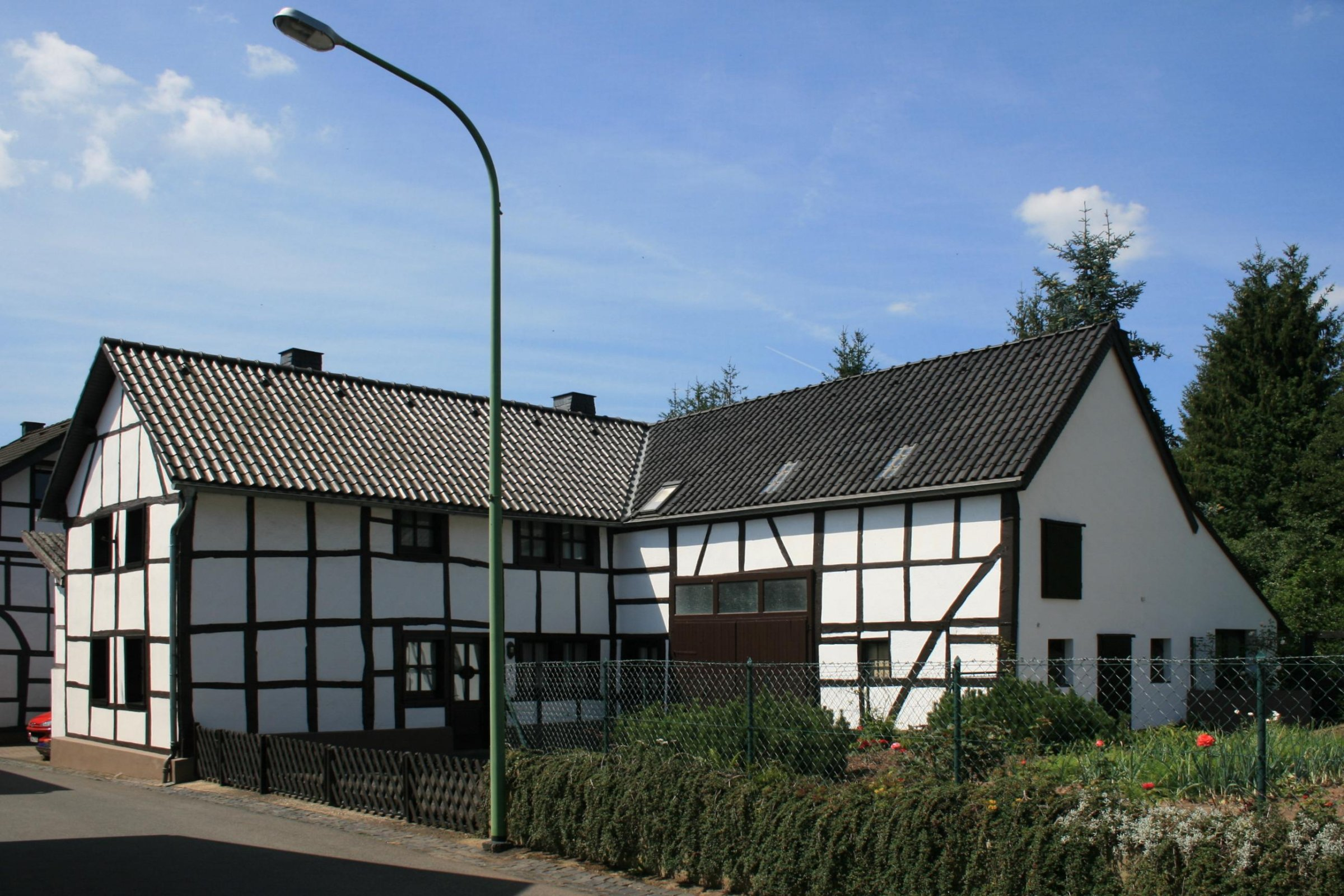
Vakwerkhuis te Abenden (1)
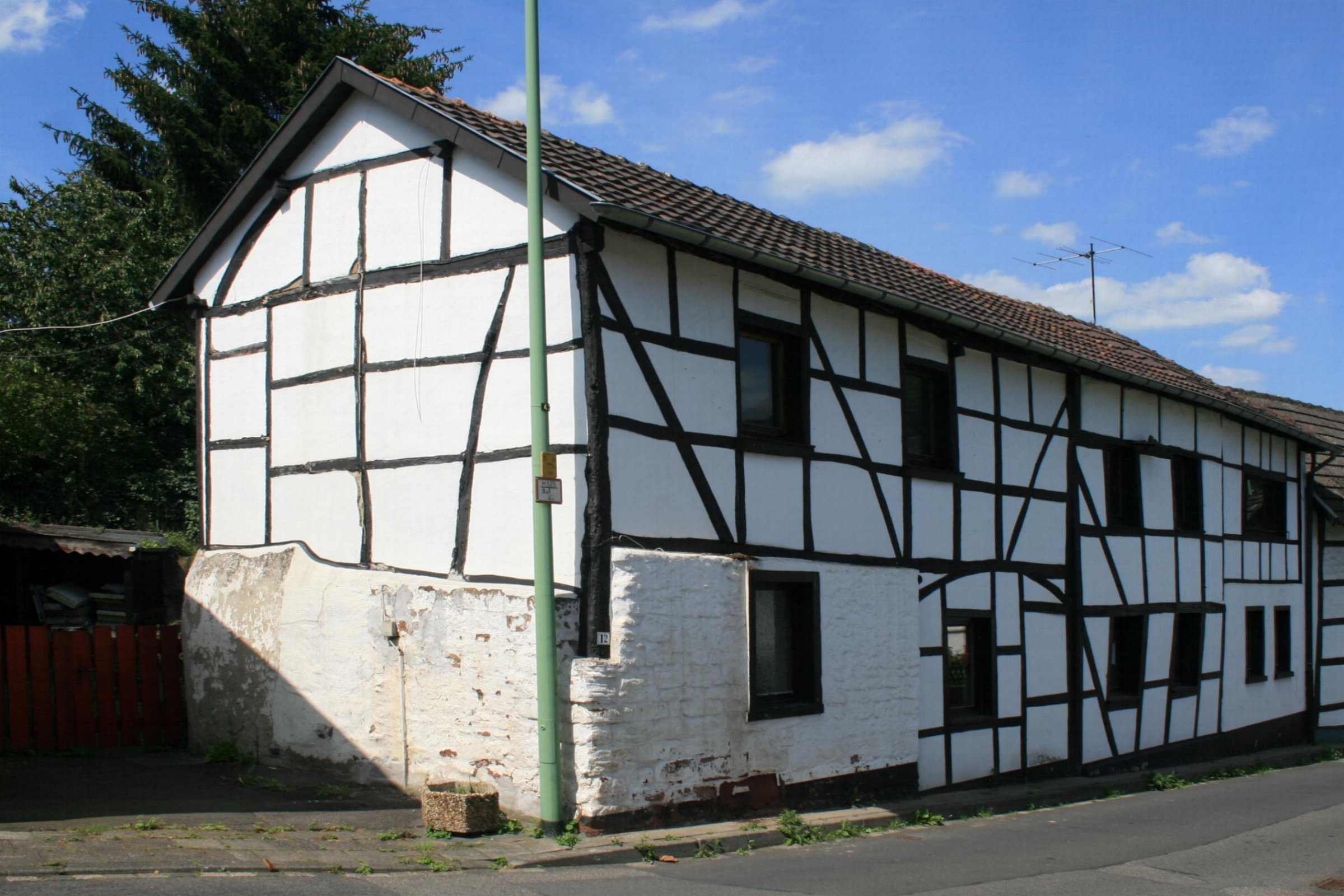
Vakwerkhuis te Abenden (2)
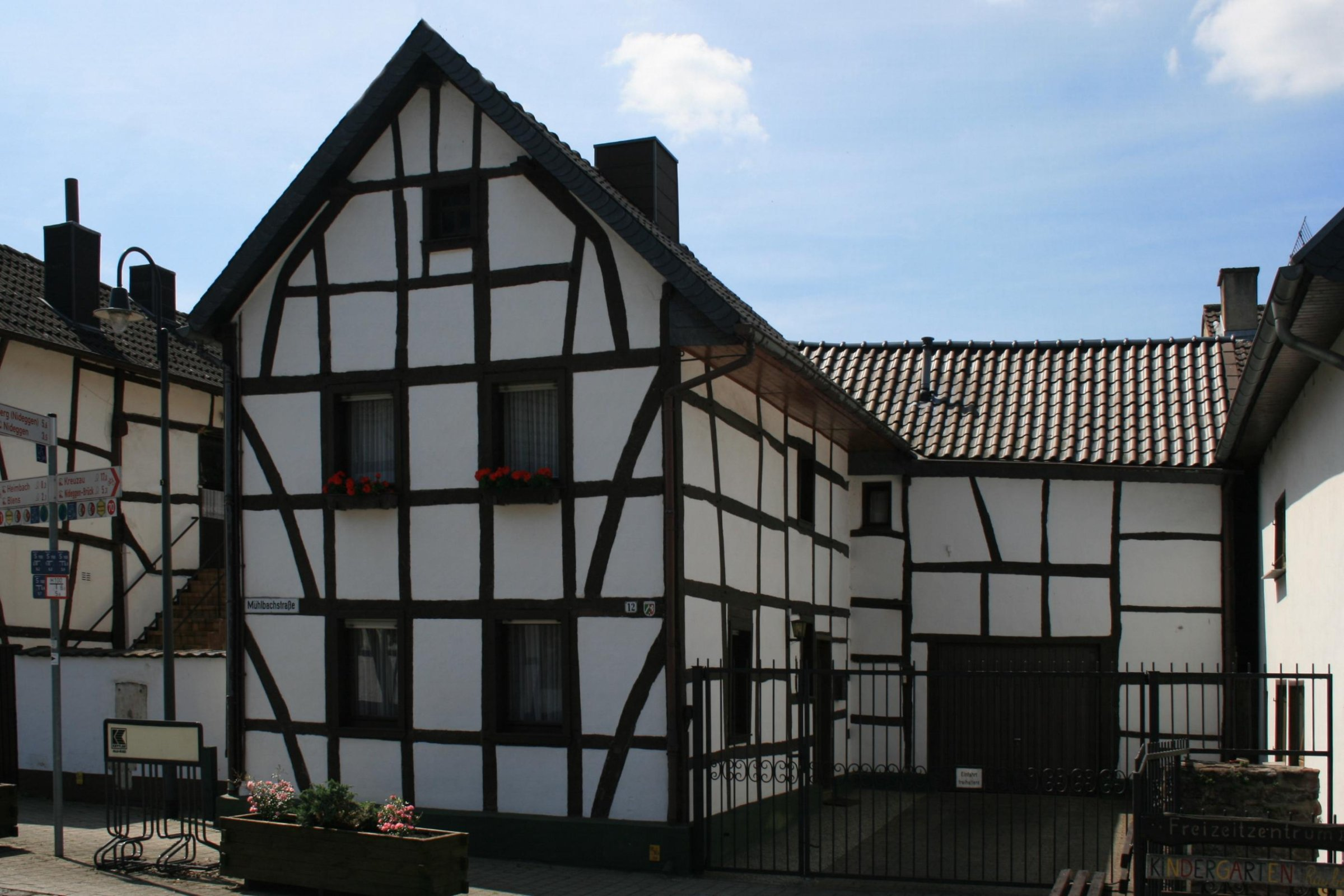
Vakwerkhuis te Abenden (3)